# Балтырган (приток Большой Сумульты)
Балтырган (в верховье Мештукол) — река в России, протекает в Республике Алтай. Устье реки находится в 16 км по левому берегу реки Большая Сумульта. Длина реки составляет 24 км.

## Притоки
- Кызылоюк (лв)
- Кольдеоюк (лв)
- Мульдин (лв)
- 9 км: Карасу (лв)

## Данные водного реестра
По данным государственного водного реестра России относится к Верхнеобскому бассейновому округу, водохозяйственный участок реки — Катунь, речной подбассейн реки — Бия и Катунь. Речной бассейн реки — (Верхняя) Обь до впадения Иртыша.